# 148-й меридіан східної довготи
148-й меридіан східної довготи — лінія довготи, що лежить на 148 градусів східніше Гринвіцького меридіана. Вона проходить від Північного полюса через Північний Льодовитий океан, Азію, Тихий океан, Австралазію, Південний океан та Антарктиду до Південного полюса.
148-й меридіан східної довготи формує велике коло разом із 32-гим меридіаном західної довготи.

## Список географічних об'єктів, що перетинає 148° сх. д.
Починаючи на Північному полюсі та рухаючись до Південного полюса, 148-й меридіан східної довготи проходить через:
| Координати                                                   | Країна, територія або море | Примітки |
| ------------------------------------------------------------ | -------------------------- | --- |
| 90°0′ пн. ш. 148°0′ сх. д. / 90.000° пн. ш. 148.000° сх. д.  | Північний Льодовитий океан | |
| 76°40′ пн. ш. 148°0′ сх. д. / 76.667° пн. ш. 148.000° сх. д. | Східносибірське море       | |
| 75°24′ пн. ш. 148°0′ сх. д. / 75.400° пн. ш. 148.000° сх. д. | Росія                      | Проходить через острів Новий Сибір |
| 74°51′ пн. ш. 148°0′ сх. д. / 74.850° пн. ш. 148.000° сх. д. | Східносибірське море       | |
| 72°19′ пн. ш. 148°0′ сх. д. / 72.317° пн. ш. 148.000° сх. д. | Росія                      | |
| 59°23′ пн. ш. 148°0′ сх. д. / 59.383° пн. ш. 148.000° сх. д. | Охотське море              | |
| 45°20′ пн. ш. 148°0′ сх. д. / 45.333° пн. ш. 148.000° сх. д. | Курильські острови         | Проходить через японський острів Ітуруп, окупований Росією |
| 45°1′ пн. ш. 148°0′ сх. д. / 45.017° пн. ш. 148.000° сх. д.  | Тихий океан                | Проходить західніше острова Науна, Папуа Нова Гвінея Проходить східніше Рамбутіо[en], Папуа Нова Гвінея Новогвінейське море — проходить західніше острова Сакар[en], Папуа Нова Гвінея |
| 5°33′ пд. ш. 148°0′ сх. д. / 5.550° пд. ш. 148.000° сх. д.   | Папуа Нова Гвінея          | Проходить через острів Умбой[en] |
| 5°50′ пд. ш. 148°0′ сх. д. / 5.833° пд. ш. 148.000° сх. д.   | Соломонове море            | |
| 8°4′ пд. ш. 148°0′ сх. д. / 8.067° пд. ш. 148.000° сх. д.    | Папуа Нова Гвінея          | Проходить через Нову Гвінею |
| 10°9′ пд. ш. 148°0′ сх. д. / 10.150° пд. ш. 148.000° сх. д.  | Тихий океан                | Коралове море — проходить через острови Коралового моря, Австралія |
| 19°55′ пд. ш. 148°0′ сх. д. / 19.917° пд. ш. 148.000° сх. д. | Австралія                  | Квінсленд Новий Південний Уельс Вікторія |
| 37°53′ пд. ш. 148°0′ сх. д. / 37.883° пд. ш. 148.000° сх. д. | Тихий океан                | Тасманове море |
| 39°38′ пд. ш. 148°0′ сх. д. / 39.633° пд. ш. 148.000° сх. д. | Австралія                  | Проходить через острови Зовнішня Сестра[en], Фліндерс, Лонг[en] та Кейп-Баррен |
| 40°25′ пд. ш. 148°0′ сх. д. / 40.417° пд. ш. 148.000° сх. д. | Бассова протока            | Проходить західніше острова Кларк[en], Австралія |
| 40°45′ пд. ш. 148°0′ сх. д. / 40.750° пд. ш. 148.000° сх. д. | Австралія                  | Проходить через Тасманію |
| 42°31′ пд. ш. 148°0′ сх. д. / 42.517° пд. ш. 148.000° сх. д. | Тихий океан                | Тасманове море — проходить західніше острова Марая, Австралія |
| 43°13′ пд. ш. 148°0′ сх. д. / 43.217° пд. ш. 148.000° сх. д. | Австралія                  | Проходить через півострів Тасман на острові Тасманія |
| 43°15′ пд. ш. 148°0′ сх. д. / 43.250° пд. ш. 148.000° сх. д. | Тихий океан                | |
| 60°0′ пд. ш. 148°0′ сх. д. / 60.000° пд. ш. 148.000° сх. д.  | Південний океан            | |
| 67°48′ пд. ш. 148°0′ сх. д. / 67.800° пд. ш. 148.000° сх. д. | Антарктида                 | Проходить через Австралійську антарктичну територію (претендує Австралія) |
| 68°17′ пд. ш. 148°0′ сх. д. / 68.283° пд. ш. 148.000° сх. д. | Південний океан            | Затока Баклі[en] |
| 68°25′ пд. ш. 148°0′ сх. д. / 68.417° пд. ш. 148.000° сх. д. | Антарктида                 | Проходить через Австралійську антарктичну територію (претендує Австралія) |